# Groenlandès
El groenlandès o groenlandés, grenlandès o kalaallisut és una llengua esquimoaleutiana parlada pels kalaallit a Groenlàndia, i l'única llengua oficial del país des de 2008. Està estretament relacionada amb algunes llengües canadenques com l'inuktitut. Aquesta llengua, igual que aquelles amb les quals està emparentada, és de caràcter altament polisintètic i ergatiu-absolutiu. Gairebé no hi ha paraules compostes, sinó derivacions. A Groenlàndia hi ha tres dialectes principals: groenlandès septentrional, occidental i oriental. El groenlandès occidental, el més important dels dialectes, es diu kalaallisut. El dialecte septentrional, l'inuktun, es parla prop de la ciutat de Qaanaaq (Thule) i és més proper a l'inuktitut canadenc. El klaallisut el parlen més de 54.000 persones, i això suposa més que els parlants de totes les altres llengües esquimoaleutianes junts.
A efecte de comparació: el nom Inuktitut, en kalaallisut és Inuttut. Una de les paraules inuktitut més famoses, iglú (casa), es diu illu en kalaallisut.
El kalaallisut distingeix dos tipus de paraules obertes: substantius i verbs. Cada categoria se subdivideix en paraules transitives i intransitives. S'hi distingeixen quatre persones (1a, 2a, 3a, 4a), dos nombres (singular, plural; no hi ha dual com en inuktitut), vuit temps (indicatiu, participial, imperatiu, optatiu, subjuntiu passat, subjuntiu futur, subjuntiu habitual), deu casos (absolutiu, ergatiu, equatiu, instrumental, locatiu, al·latiu, ablatiu, perlatiu; per a alguns noms: nominatiu, acusatiu). Els verbs tenen una inflexió bipersonal per al subjecte i l'objecte (distingides per persona i nombre). Els substantius transitius duen inflexió possessiva. En contrast amb les llengües esquimoaleutianes del Canadà, el kalaallisut s'escriu amb alfabet llatí i no amb el sil·labari inuktitut. Un caràcter especial, la lletra Kra (ĸ), s'utilitzava exclusivament en kalaallisut fins que una reforma ortogràfica la substituí per la lletra q.

## Fonologia

### Consonants
Les consonants del groenlandès es distribueixen en cinc punts d'articulació: labials, alveolars, palatals, velars i uvulars. No hi ha contrast entre consonants sordes i sonores. D'entre els cinc punts d'articulació, tots tenen un contrast entre oclusives, fricatives i nasals, tret del nivell palatal, on la sibilant [ʃ] s'ha fusionat amb [s] en gairebé la totalitat dels dialectes. La fricativa labiodental [f] només té valor de fonema en els mots presos d'altres llengües.
L'oclusiva alveolar [t] es pronuncia de manera africada [t͡s] davant de la vocal /i/. Els mots prestats del danès són sovint escrits amb les lletres b d g, que representen oclusives sonores, per exemple baaja (cervesa) i Guuti (Déu), però en groenlandès aquestes consonants es pronuncien /p t k/.
|            | Labials | Alveolars      | Palatals | Velars | Uvulars |
| ---------- | ------- | -------------- | -------- | ------ | ------- |
| Oclusives  | /p/ p   | /t/ t          |          | /k/ k  | /q/ q   |
| Fricatives | /v/ v   | /s/ s          | (/ʃ/)    | /ɣ/ g  | /ʁ/ r   |
| Nasals     | /m/ m   | /n/ n          |          | /ŋ/ ng | /ɴ/ rn  |
| Líquides   |         | /l/ l ~ [ɬ] ll |          |        |         |
| Semivocals |         |                | /j/ j    |        |         |

### Vocals
El groenlandès presenta un sistema de tres vocals típic de les llengües esquimoaleutianes: /i/, /u/ i /a/. Les vocals dobles es consideren com compostes de dues mores diferents: des del punt de vista de la fonologia, no constitueixen pas una vocal llarga, sinó un seguit de vocals. Ortogràficament, es representen amb dues lletres. Només hi ha un únic diftong, /ai/, que només apareix a final de mot.
Les vocals /i/ i /u/ tenen al·lòfons quan es troben davant d'una consonant uvular (/q/ o /ʁ/): la primera es realitza [e] o [ɛ] i la segona [o] o [ɔ]. Aquesta variació es representa en l'ortografia moderna <e> i <o per a /i/ i /u/ davant de consonant uvular. Per exemple:
- /ui/ «marit»: [ui]
- /uiqarpuq/ «ella té un marit»: [ueqaʁpɔq] i s'escriu <ueqarpoz>
- /illu/ «casa»: [iɬːu]
- /illuqarpuz/ «ell té una casa»: [iɬːoqaʁpɔq] i s'esriuv <illoqarpoq>

### Prosòdia
L'accentuació no constitueix una categoria autònoma de la prosòdia del groenlandès. És determinada pel to i per la durada. La quantitat sil·làbica influeix en l'entonació prosòdica: les síl·labes dures (les que contenen una vocal llarga o que es troben davant d'un grup consonàntic) es pronuncien d'una manera que es pot percebre com accentuada. En els mots de menys de quatre síl·labes que no contenen ni vocal llarga, ni grup consonàntic, és l'última síl·laba la que és accentuada. En els mots de més de quatre síl·labes en què cap no és dura, és la penúltima la que s'accentua. En els mots que contenen moltes síl·labes però cap no és dura, és la penúltima la que és accentuada. En els mots que contenen moltes síl·labes dures, les que tenen una vocal llarga es consideren com més dures que les que es troben davant d'un grup consonàntic.
En les proposicions afirmatives, l'entonació puja generalment a l'avantpenúltima síl·laba, descendeix a la penúltima abans de tornar a pujar a l'última. En les proposicions interrogatives, l'entonació puja a l'avantpenúltima i baixa a l'última.
La durada de pronunciació de les consonants geminades correspon si fa no fa al doble de la durada de pronunciació de les consonants simples.

## Gramàtica

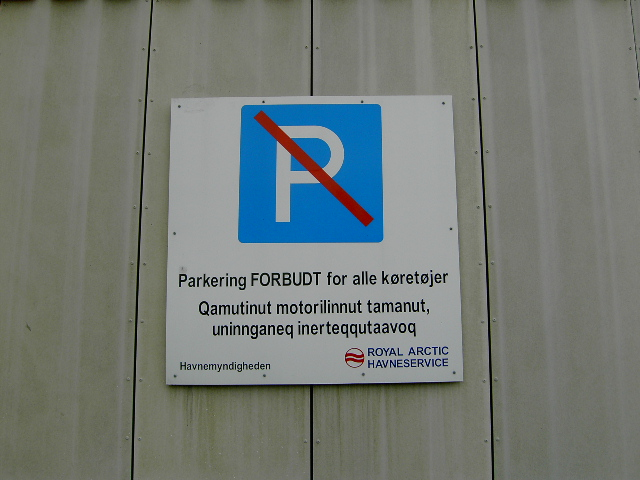
Aquest cartell de prohibició d'estacionament bilingüe danès/groenlandès il·lustra la diferència profunda entre la morfologia de les dues llengües

El groenlandès és una llengua polisintètica, que afegeix sèries d'afixos (gairebé únicament sufixos) a les arrels per formar mots més llargs. No hi ha límit teòric de la llargària d'un mot, però és rar de trobar més de sis sufixos en el mateix mot, i la majoria de mots tenen entre tres i cinc morfemes. Hi ha al voltant de 318 sufixos flexionals, i entre 400 i 500 sufixos derivatius.
La llengua té quatre persones, dos nombres, vuit modes i vuit casos. Els verbs concorden alhora amb el subjecte i amb l'objecte. Els sintagmes nominals possessius concorden amb el posseïdor a més de la flexió casual.

### Sintaxi
El groenlandès distingeix tres categories obertes: substantius, verbs i partícules. Els verbs concorden en persona i en nombre amb el subjecte i amb l'objecte, i es flexionen també en mode i en veu. Els substantius es flexionen en cas, així com per indicar la possessió. Les partícules són invariables.
| Verb        | Substantiu | Partícula |
| ----------- | ---------- | --------- |
| oqar-poq    | angut      | naamik    |
| dir-3pl/ind | home.abs   | no        |
| ell diu     | un home    | no        |

#### Coordinació i subordinació
La coordinació i la subordinació es construeixen juxtaposant els predicats conjugats en un mode no subordinat (indicatiu, interrogatiu, imperatiu o optatiu) amb predicats conjugats en un mode subordinat (condicional, causatiu, contemporatiu o participi). El contemporatiu pot fer una funció coordinadora o subordinadora, en funció del context. L'ordre de les proposicions en la frase és relativament lliure i sobretot dictat per la pragmàtica.

### El verb
La morfologia del verb és complexa i comprèn mecanismes de flexió i de derivació. La morfologia flexional de formes personals comprèn les flexions de mode, persona i veu, i han de constar obligatòriament, en canvi, el temps i l'aspecte són marcats per sufixos opcionals, que s'afegeixen entre els sufixos derivatius i flexionals. Les formes impersonals en groenlandès són tres participis (intransitiu, passiu i abstracte). La morfologia derivacional permet modificar el significat dels verbs com ho fan els adverbis en altres llengües, amb l'ajut de centenars de sufixos diferents. Aquests sufixos amb semàntica «dura», que poden expressar conceptes com «tenir», «ser», «dir» o «pensar», són tan corrents que de vegades s'anomenen postarrels, sobretot en les lingüístiques americanes. El verb es construeix de la manera següent: arrel + sufix (o postarrel) derivacional + sufix flexional.

#### Flexió
El verb concorda amb l'agent i el pacient, i es conjuga també en mode i en veu. Hi ha vuit modes. L'indicatiu, l'interrogatiu, l'imperatiu i l'optatiu s'empren en les proposicions principals, mentre que el causatiu, el condicional, el contemporatiu i el participial s'empren en les proposicions subordinades. Cadascun d'aquests vuit modes té un sufix transitiu i un sufix intransitiu, a més de canviar per la polaritat del verb.
Els sufixos transitius contenen l'agent i el pacient al si d'un únic morfema, la qual cosa representa 48 combinacions possibles per a cadascun dels vuit modes, o bé 384 morfemes potencials en total. Tanmateix, alguns modes no s'empren amb algunes certes persones (l'imperatiu només existeix en la segona persona, l'optatiu en la primera i en la tercera, el participi només en la quarta persona i el contemporatiu no té tercera persona), i el total de sufixos flexionals verbals és només de prop de 318.
| Objecte / Subjecte | 1a                           | 2a                            | 3a                                |
| --- | ---------------------------- | ----------------------------- | --------------------------------- |
| 1a sg. | *                            | asavarma «tu m'estimes»       | asavaanga «ell/ella m'estima»     |
| 2a sg. | asavakkit «jo t'estimo»      | *                             | asavaatit «ell/ella t'estima»     |
| 3a sg. | asavara «jo l'estimo»        | asavat «tu l'estimes»         | asavaa «ell/ella l'estima»        |
| 1a pl. | *                            | asavatsigut «tu ens estimes»  | asavaatigut «ell/ella ens estima» |
| 2a pl. | asavassi «jo us estimo»      | *                             | asavaasi «ell/ella us estima»     |
| 3a pl. | asavakka «jo els/les estimo» | asavatit «tu els/les estimes» | asavai «ell/ella els/les estima»  |
| L'asterisc marca una forma inexistent, encara que el significat en qüestió pot ser expressat amb l'ajuda d'una flexió relfexiva diferent. |                              |                               |                                   |

##### Indicatiu i interrogatiu
El mode indicatiu s'empra en les proposicions declaratives independents, mentre que el mode interrogatiu serveix per fer preguntes.
napparsima-vit?
estar.malalt-2sg.interr
'Estàs malalt?'
naamik, napparsima-nngila-nga.
no, estar.malalt-neg-1sg.ind
'No, no estic malalt.'
| Indicatiu                                                | Interrogatiu                   |
| -------------------------------------------------------- | ------------------------------ |
| nerivunga «jo menjo»                                     | nerivunga? «jo menjo?»         |
| nerivutit «tu menges»                                    | nerivit? «tu menges?»          |
| nerivoq «ell/ella menja»                                 | neriva? «ell/ella menja?»      |
| nerivugut «nosaltres mengem»                             | nerivugut? «nosaltres mengem?» |
| nerivusi «vosaltres mengeu»                              | nerivisi? «vosaltres mengeu?»  |
| neripput «ells/elles mengen»                             | nerippat? «ells/elles mengen?» |
| Hi ha també una flexió transitiva que no es mostra aquí. |                                |